# Beeldhouwer

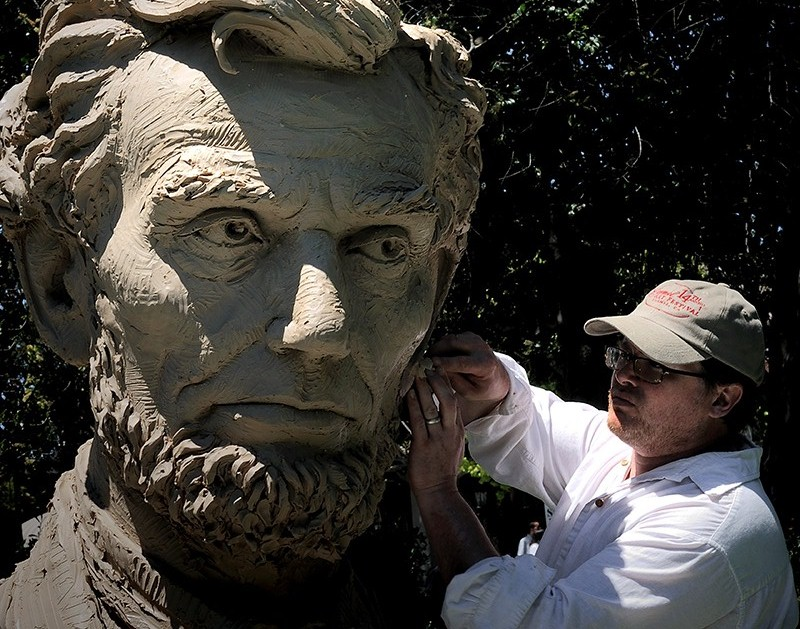
Plastiek: beeldhouwen in klei

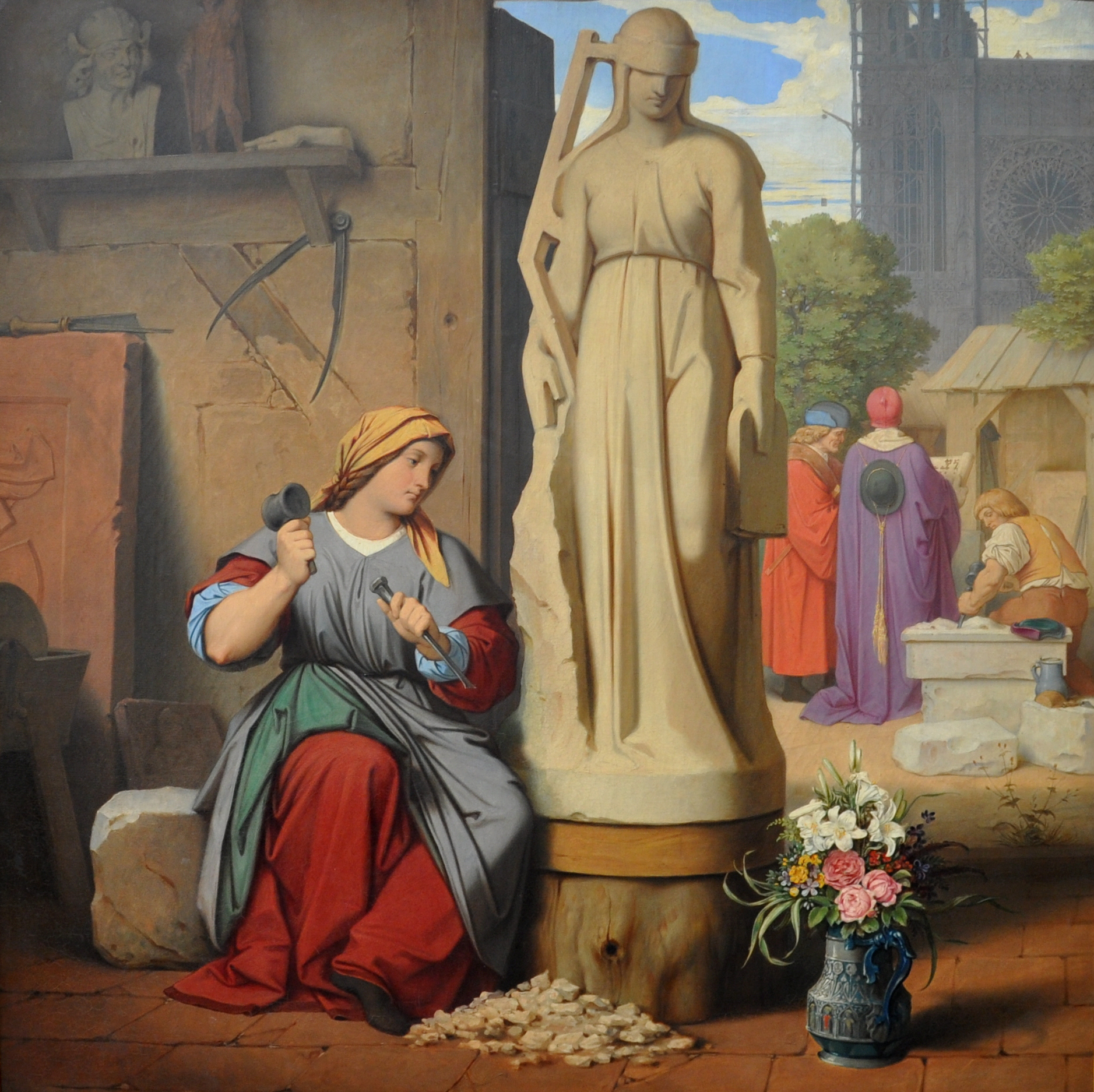
Sabina von Steinbach werkt aan het beeld Synagoge voor de Münster van Straßburg, Moritz von Schwind

Een beeldhouwer, of vrouwelijk beeldhouwster, is een beoefenaar van de beeldhouwkunst. Beeldhouwen onderscheidt zich van de andere kunsten doordat de kunstenaar ruimtelijke, zogeheten driedimensionale werken maakt. Beeldhouwkunst is een ruim begrip waarbij ook gedacht kan worden aan bijvoorbeeld ruimtelijke installaties, environments en land art.

## Sculptuur, plastiek en assemblage
Volgens de meest letterlijke betekenis van het woord bewerkt een beeldhouwer met hamer en beitel steen of hout om er een beeld van te maken. Een uit harde materialen door wegnemen (hakken of houwen) gemaakt beeld noemt men een sculptuur. Een door toevoeging van zachte materialen gemaakt beeld kan men een plastiek noemen. Het samenvoegen van materialen noemt men assemblage.
Natuursteen, hout, kunststoffen, klei, was, gips en allerlei gevonden of in bouwmarkten gekochte materialen kunnen grondstof voor de beeldhouwer zijn. Een beeldhouwer die imitaties in beton maakt, noemt men een rocailleur.

## Typische beeldhouwers
| 20e/21e eeuw - Joseph Beuys - Constantin Brâncuși - Tony Cragg - Wilhelm Lehmbruck - Henry Moore - Jean Tinguely - Nam June Paik - Niki de Saint Phalle - Wolf Vostell | vroeger - Auguste Rodin - Michelangelo |

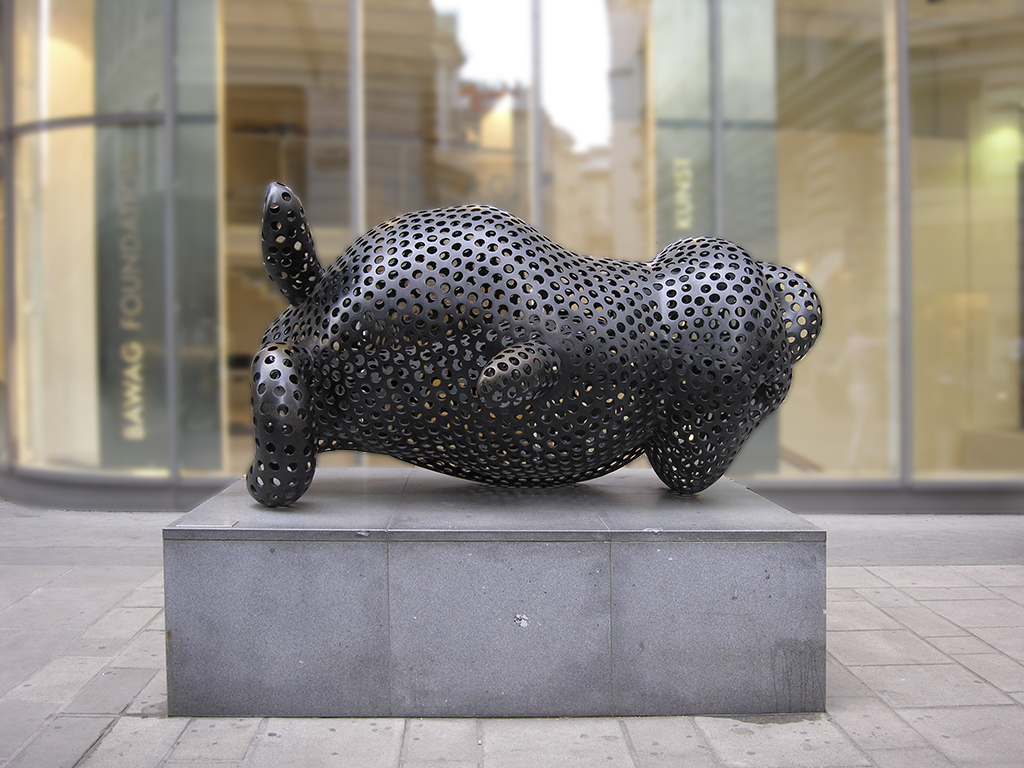
Tony Cragg
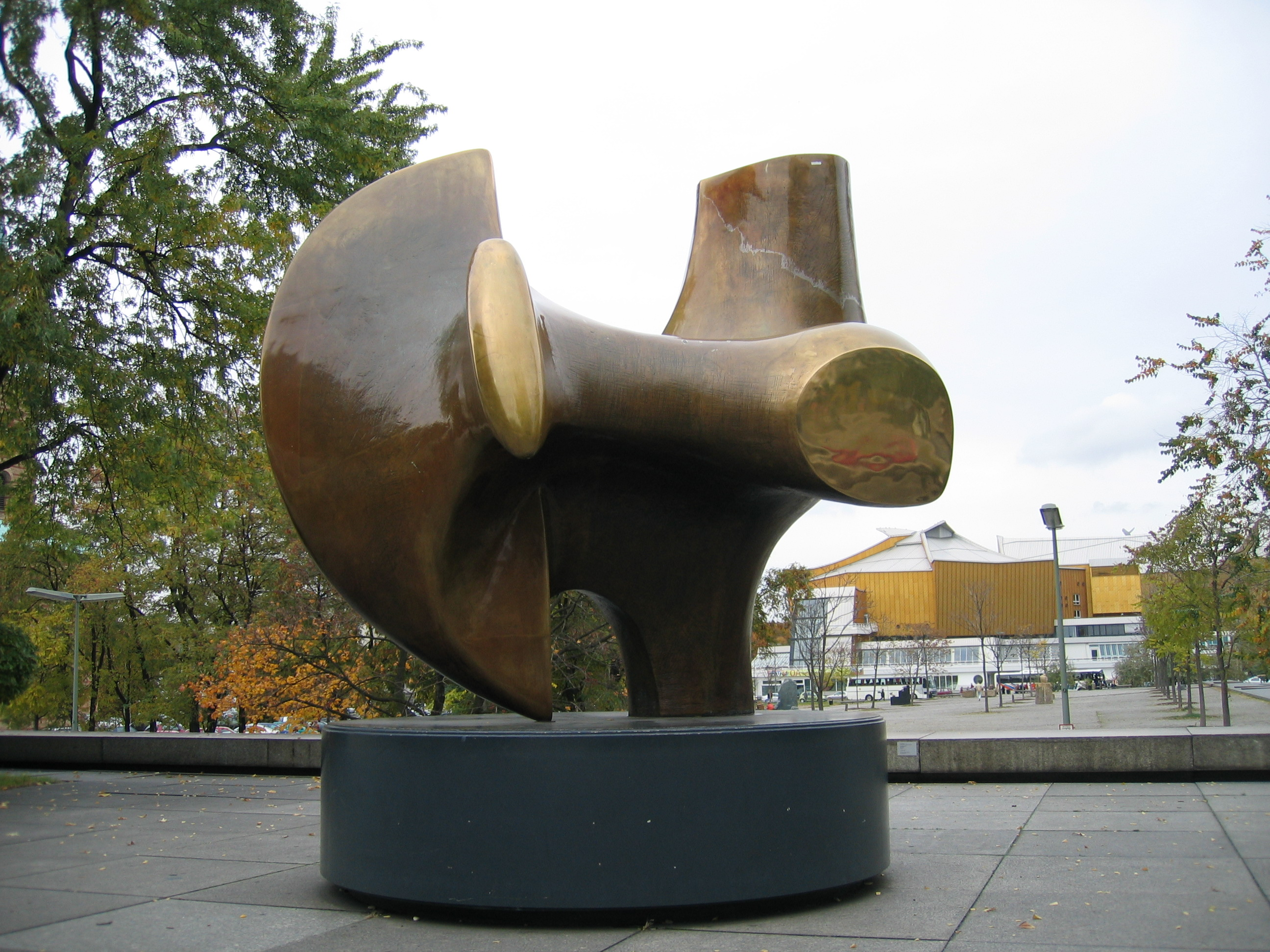
Henry Moore
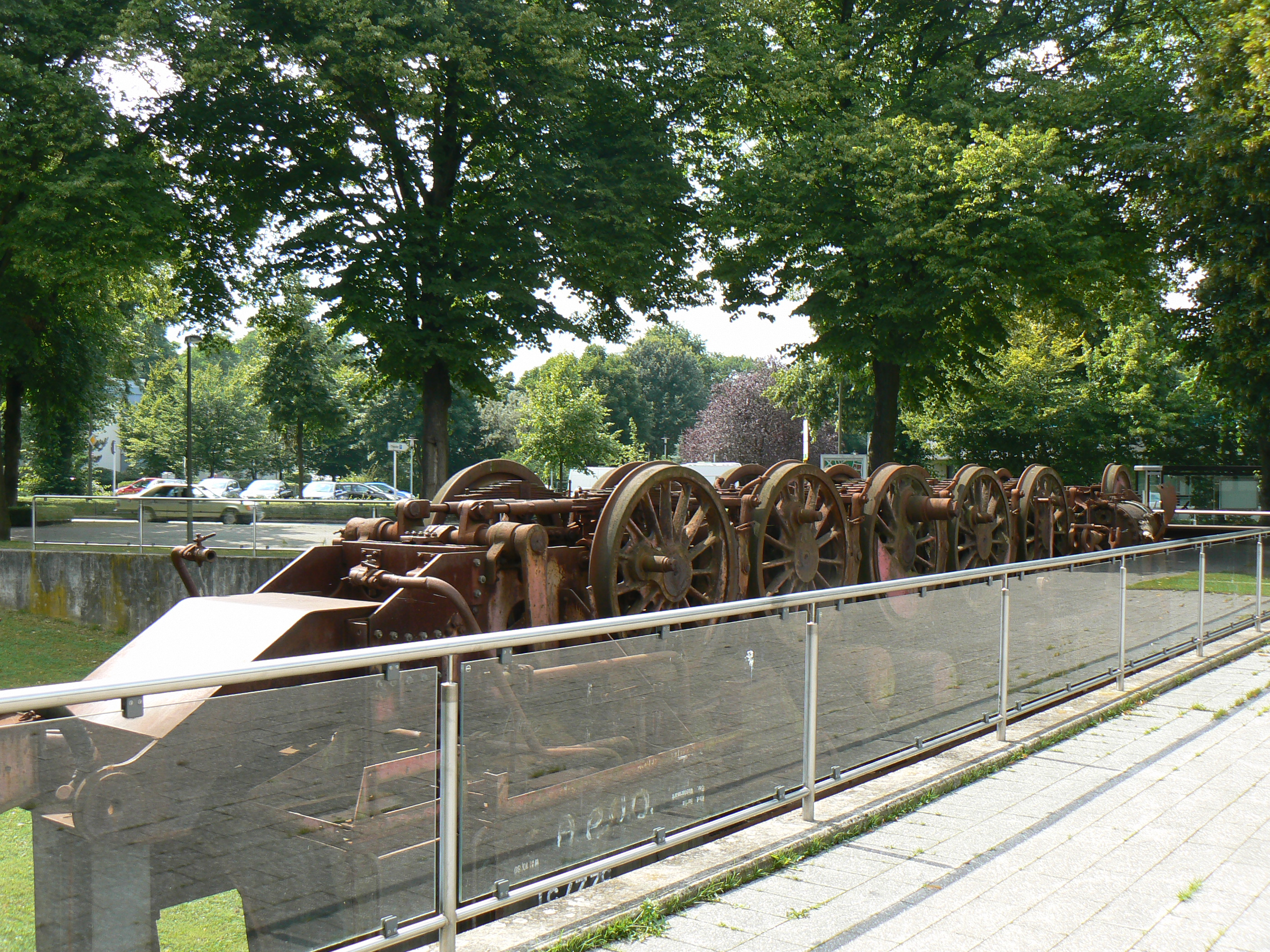
Wolf Vostell
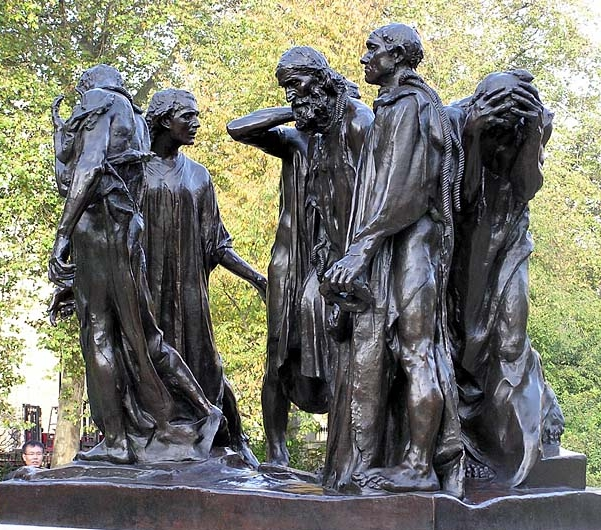
Auguste Rodin